# Revalidatiegeneeskunde
Revalidatiegeneeskunde is het medisch specialisme dat zich bezighoudt met het verbeteren van het functioneren van mensen met een tijdelijke of chronische aandoening van het bewegingsapparaat al dan niet in combinatie met hersenletsel. 
Het doel is om mensen weer een plaats in de maatschappij te laten innemen.
Als aandoeningen gelden vooral neurologische aandoeningen (CVA, niet-aangeboren hersenletsel, dwarslaesies, ALS, MS, perifere zenuwletsels) en niet-neurologische aandoeningen (amputaties, traumatologie, orthopedie, chronische pijn van het bewegingsapparaat).
Bij kinderen met ontwikkelingsstoornissen gaat het vooral om het begeleiden van de lichamelijke en mentale ontwikkeling door het kiezen van het juiste schooltype naast het behandelen van de beperkingen die door de verschillende aandoeningen ontstaan.
De behandeling door een revalidatiearts richt zich met name op het omgaan met de aandoening en de beperkingen die deze oplevert.